# パルメット農場の戦い

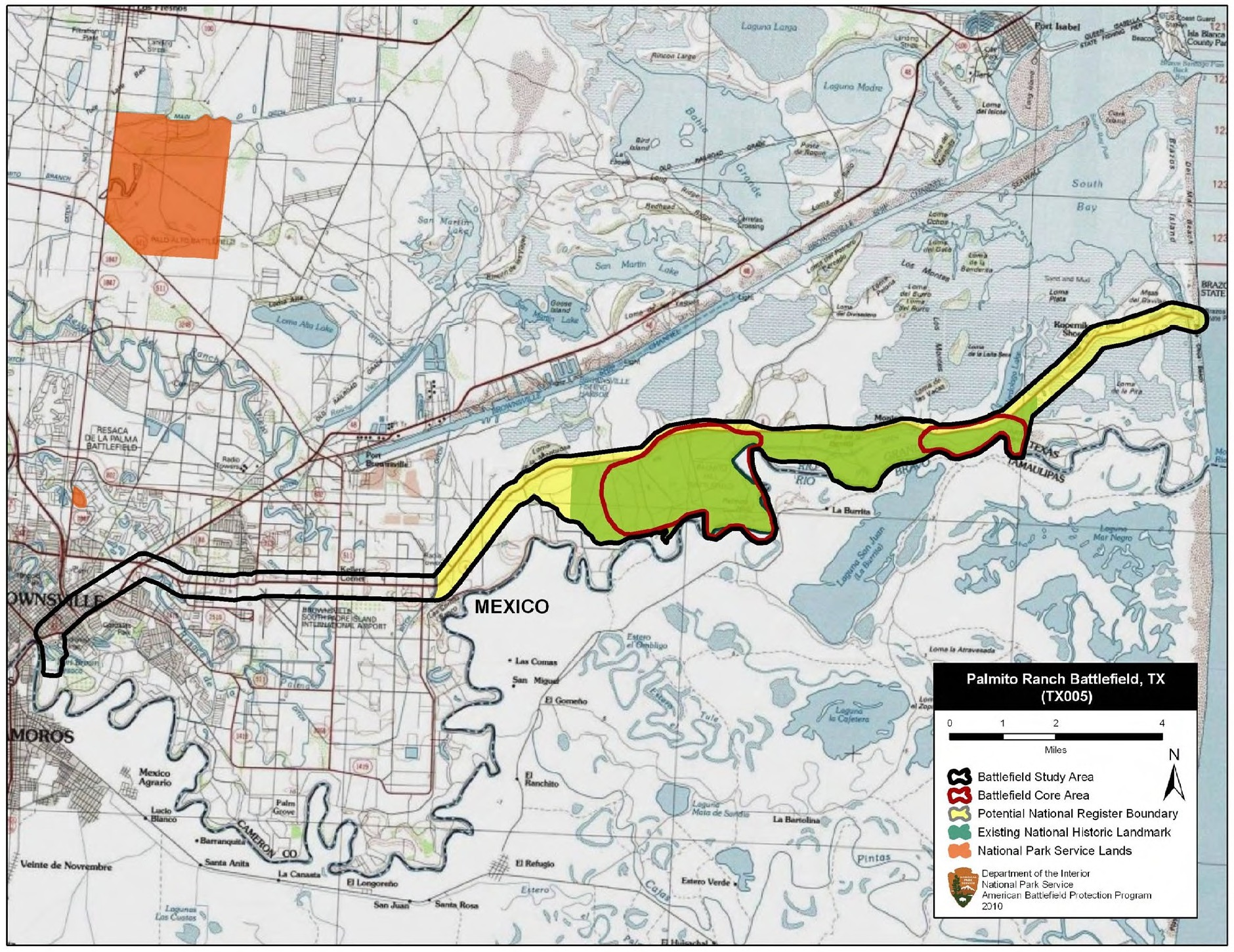
アメリカ戦場保護プログラムによる調査地図

南北戦争のパルメット農場の戦い（Battle of Palmito Ranch）は、1865年5月12日から13日にかけて戦われた。ロバート・E・リーの軍の降伏の後のさまざまな出来事の中にあっては、無視されがちな事件であるが、これは南北戦争における最後の武力衝突と位置づけられている。

## 戦いの原因
1865年初め、テキサスにおける両軍は、さらなる敵対を避けるべく紳士協定を結んでいた。当時、ほとんどの合衆国軍部隊はテキサスを引き上げて、東部の作戦に向かっていた。連合国軍は、ヨーロッパとの綿貿易と供給物資の輸入のため、戦争で残った港の防備を務めていた。メキシコ人は、実入りが良い密輸のために、連合国側につく傾向があった。
このような状況でなぜ不必要な戦闘が起こったかは、謎として残っている。おそらく、合衆国軍のセオドア・H・バレット大佐が戦争後の政治的な野心を持っていたことにある。地域の綿の輸出も、メキシコ人の密輸も、戦争には多くの影響を及ぼしていなかった。
バレット大佐は、確かに戦歴が非常に乏しかった。戦争中彼の直面した戦闘はほとんどなかったと言われており、戦後の彼の政治的願望を鼓舞したいと感じ、戦争の英雄としての名声を作る必要があった。彼が戦後に選挙に打って出るなら、対立候補は恐らく元軍人という肩書と予測されたことが原因と考えられる。

## 戦闘
バレットは、ブラウンズヴィル郊外のブラウン砦近くにある、ブラゾス・サンティアゴ貯蔵所で野営しているジョン・"リップ"・フォード少佐指揮する南軍を攻撃するよう、デヴィッド・ブランソン中佐に指示した。
北軍部隊は、南軍の野営地を攻撃するため、ブラゾス・サンティアゴから川上に行軍し、最初はそれに成功した。南軍は、敵対関係が終わったと理解していたためである。しかしながら、多少の混乱と激戦の後に、北軍部隊は気を取り直した南軍によって撃退された。翌日、再び北軍は攻撃を仕掛け、また最初は成功したが結局は失敗に終わった。最終的に北軍は海岸まで撤退した。
バレットによる1865年8月10日の公式報告書では、北軍の犠牲者は死者、負傷者、不明合わせて118名、南軍の犠牲者は数十名の負傷者のみで、死者はいなかった。南北戦争で最初の大会戦第一次ブルランの戦いのように、両軍ともに少しの利益ももたらさずに、戦いは南軍の勝利として記録された。また（米英戦争の）ニューオーリンズの戦いのように、戦争が終結した後に発生した戦闘のため、結果にはなんの影響ももたらさなかった。テキサス軍は1865年5月26日に正式に降伏した。連合国エドマンド・カービー・スミス将軍は、6月2日にミシシッピ川流域戦線における軍隊の降伏を認めた。
第34インディアナ歩兵連隊の兵卒ジョン・J・ウィリアムズはこの戦闘での最後の戦死者になり、恐らくは南北戦争全体でも最後の戦死者となった。

## 戦跡

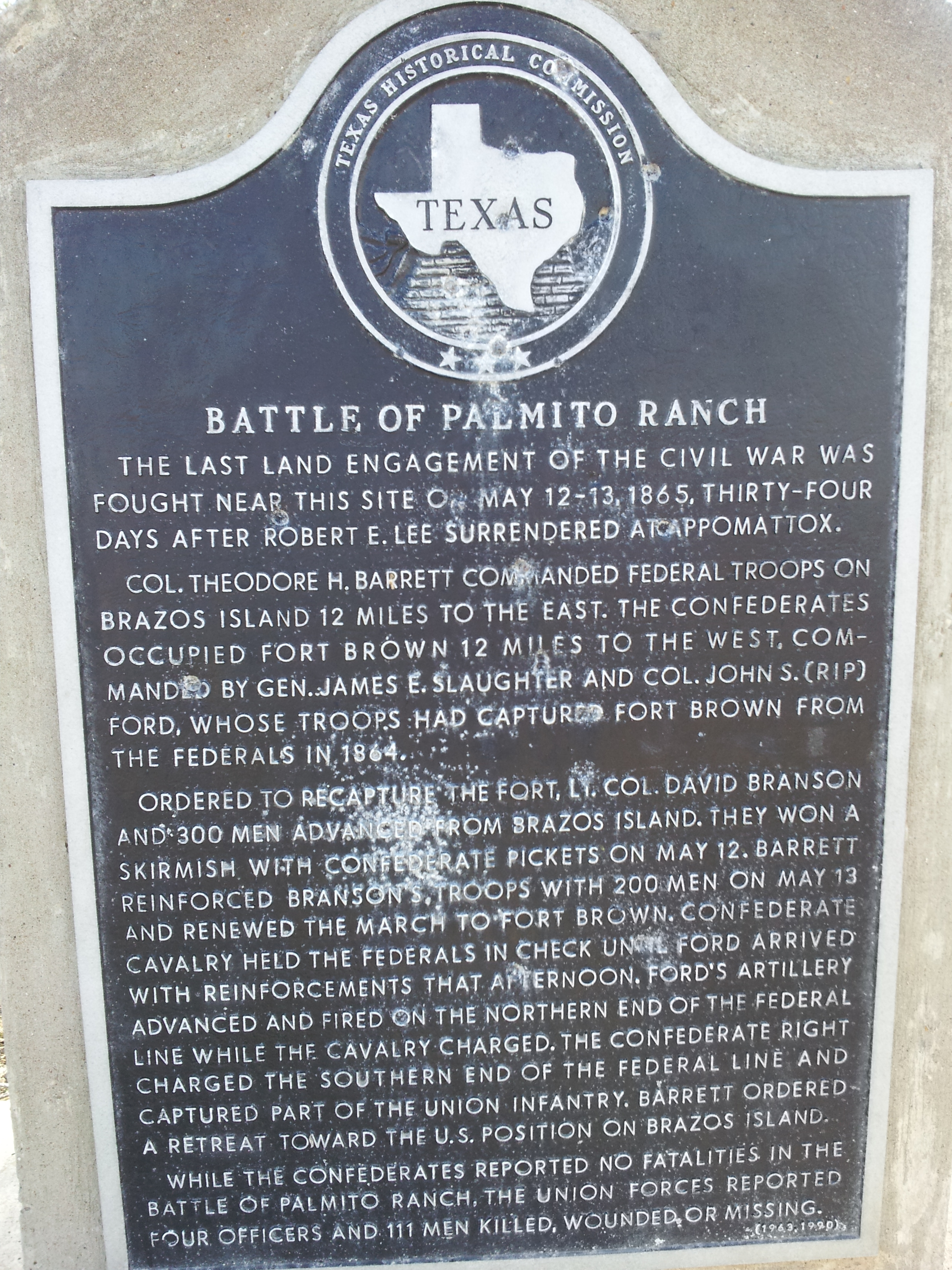
記念碑

この地域は1865年当初からその姿をほとんど変えていない。1997年にはアメリカ合衆国国定歴史建造物に指定された。